# 播戶龍二
播戶龍二（1979年8月2日—），已退役日本足球運動員，司職前鋒，前日本國家足球隊成員。

## 俱樂部生涯
播户龙二在1998年从高中毕业后，加入了大阪飞腳 。之后2000年加入了札幌冈萨多，帮助球队升上日职联赛。2002年再转到神户胜利船，成为球队主力球员，在2004年赛季中，他取得了17个进球，在联赛射手榜上位居第三。他在北海道札幌冈萨多和神户胜利船效力后，重返了大阪飞腳，2008年随着大阪飞腳夺得了亚冠联赛冠军。
播户龙二在2010年赛季从大阪飞腳加盟大阪樱花，2013年赛季在联赛中未获得任何出场机会。
鸟栖砂岩官方宣布大阪樱花前锋播户龙二租借加盟，租借期至2014年1月31日。
2013年赛季中期大阪樱花租借给鸟栖砂岩的前锋播户龙二2014年赛季将不在大阪樱花的计划之中，他将离开效力了三年半的大阪樱花，直接加入鸟栖砂岩 。
2015年加盟了大宫松鼠 。2017年12月，大宫松鼠官方宣布球队老前锋播户龙二的合同到期，他将不再与球队续约。
播户龙二2018年效力日乙球队FC琉球 ，赛季结束后合同到期的他也离开了球队。
日职球队大阪飞脚官方宣布，球队与前锋播户龙二签下一份为期只有1天的合同。

## 國家隊生涯
播户龙二在1999年入选日本U20足球代表队代表参加1999年国际足协世界青年锦标赛。
2006年10月4日，27岁的播户龙二才第一次为国家队出场，仅为国家队出场7次打进2球。后来被入选了2007年亚洲杯的名单中但因受伤而退出。

## 獎項

### 球隊
- 亞足聯冠軍聯賽 - 2008年
- 天皇杯 - 2008年、2009年（英语：Emperor's Cup 2009）
- 日本聯賽盃 - 2007年（英语：J. League Cup 2007）
- 日本超級盃 - 2007年

### 國家隊
- 世界青年足球錦標賽 - 1999年 (季軍)

## 外部連結
- 播戶龍二資料 （页面存档备份，存于）
- 日本職業足球聯賽中的播戶龍二 （日語）
- 播戶龍二 – FIFA國際賽競賽紀錄 (存檔)（英文）
- Ryuji Bando Official Site （页面存档备份，存于）
- 播戸竜二的X（前Twitter）
- 播戶龍二的Instagram帳戶